# Máximo González
Máximo González Mereira (n. 20 iulie 1983) este jucător profesionist de tenis din Argentina. Cea mai înaltă poziție în clasamentul ATP la simplu este locul 58 obținut în iulie 2009, iar la dublu, locul 22, obținut la 22 aprilie 2019.